# ماهونري مونتيس
ماهونري مونتيس (بالإسبانية: Mahonri Montes)‏ مواليد 18 نوفمبر 1989 في ولاية سينالوا، المكسيك، هو ملاكم محترف مكسيكي يصنف ضمن فئة وزن الريشة.

## إحصائيات
خاض خلال مسيرته 25 نزالا، فاز في 24 وتعادل في 1 ولم يخسر. فاز بالضربة القاضية في 19 نزالا.

## روابط خارجية
- ماهونري مونتيس على موقع بوكس ريك (الإنجليزية) (registration required)